# Tunumiit (langue)
Pour le peuple, voir Tunumiit.
Le tunumiisut (autonyme : tunumiit oraasiat ou tunumiisut ; en groenlandais standard : tunumiusut), aussi appelé groenlandais oriental, est une langue inuite parlée dans l'Est du Groenland par le peuple Tunumiit. Elle appartient à la famille des langues eskimo-aléoutes et est généralement considérée comme un dialecte divergent du groenlandais, mais se distingue de plus en plus de celui-ci. Entre 3 000 et 3 500 personnes parlent cette langue. Il est le dialecte inuit le plus éloigné de la source du peuplement inuit, l'Alaska.